# Вулька-Абрамовска
Вулька-Абрамовска (пол. Wólka Abramowska) — деревня в Билгорайском повете Люблинского воеводства Польши. Входит в состав гмины Горай. По данным переписи 2011 года, в деревне проживало 398 человек.

## География
Деревня расположена на юго-востоке Польши, в пределах северо-западной части Расточья, на правом берегу реки Бяла-Лада, на расстоянии приблизительно 19 километров к северу от города Билгорай, административного центра повета. Абсолютная высота — 247 метров над уровнем моря. К западу от населённого пункта проходит региональная автодорога 835.

## История
По состоянию на 1827 год в деревне имелось 30 домов и проживало 146 человек. Согласно переписи 1921 года, в деревне проживало 373 человека (170 мужчин и 203 женщины) в 60 домах. В этноконфессиональном отношении всё население Вулька-Абрамовски состояло из поляков-католиков. В период с 1975 по 1998 годы деревня входила в состав Замойского воеводства.

## Население
Демографическая структура по состоянию на 31 марта 2011 года:
|         | Всего | До трудоспособного возраста | Трудоспособного возраста | Старше трудоспособного возраста |
| ------- | ----- | --------------------------- | ------------------------ | ------------------------------- |
| Мужчины | 197   | 41                          | 127                      | 29                              |
| Женщины | 201   | 36                          | 115                      | 50                              |
| Всего   | 398   | 77                          | 242                      | 79                              |